# USS Epperson (DD-719)
USS Epperson (DD/DDE-719) là một tàu khu trục lớp Gearing được Hải quân Hoa Kỳ chế tạo vào giai đoạn cuối Chiến tranh Thế giới thứ hai. Nó là chiếc tàu chiến duy nhất của Hải quân Mỹ được đặt theo tên Binh nhất Thủy quân Lục chiến Harold G. Epperson (1923–1944), người tử trận trong Trận Saipan và được truy tặng Huân chương Danh dự. Hoàn tất khi chiến tranh đã kết thúc, con tàu tiếp tục phục vụ trong giai đoạn Chiến tranh Lạnh, Chiến tranh Triều Tiên và Chiến tranh Việt Nam cho đến khi ngừng hoạt động năm 1976. Nó được chuyển cho Pakistan và tiếp tục phục vụ cùng Hải quân Pakistan như là chiếc PNS Taimur cho đến năm 1999; nó bị đánh chìm như một mục tiêu một năm sau đó. Epperson được tặng thưởng năm Ngôi sao Chiến trận do thành tích phục vụ trong Chiến tranh Triều Tiên.

## Thiết kế và chế tạo
Epperson được đặt lườn tại xưởng tàu của hãng Federal Shipbuilding ở Newark, N.J. vào ngày 20 tháng 6 năm 1945. Nó được hạ thủy vào ngày 22 tháng 12 năm 1945; được đỡ đầu bởi bà J. B. Epperson, mẹ binh nhất Epperson, nhưng bị bỏ không và được kéo đến xưởng tàu của hãng Bath Iron Works Corp. vào tháng 12 năm 1946. Đến ngày 28 tháng 1 năm 1948, nó được xếp lại lớp như một tàu khu trục hộ tống với ký hiệu lườn DDE-719, rồi được hoàn tất tại xưởng tàu của hãng Bath Iron Works ở Bath, Maine; và nhập biên chế vào ngày 19 tháng 3 năm 1949 dưới quyền chỉ huy của Hạm trưởng, Trung tá Hải quân T. H. W. Connor.

## Lịch sử hoạt động

### USSEpperson
Epperson tiến hành hoạt động huấn luyện dọc theo vùng bờ Đông cho đến ngày 10 tháng 12, 1949, khi nó đi đến Key West, Florida để tập trận chống tàu ngầm. Được điều động sang Hạm đội Thái Bình Dương, nó lên đường vào ngày 22 tháng 8, 1950 để hướng sang Trân Châu Cảng, và đi đến cảng nhà mới của nó vào ngày 10 tháng 9. Nó cùng hải đội hoạt động tại vùng biển quần đảo Hawaii từ căn cứ này, và từ ngày 7 tháng 11, 1950 đã đảm nhiệm vai trò soái hạm của Tư lệnh Đội hộ tống 12.
Epperson khởi hành từ Trân Châu Cảng vào ngày 1 tháng 6, 1951 để tham gia hoạt động trong cuộc Chiến tranh Triều Tiên. Nó đã phục vụ hộ tống cho các tàu sân bay thuộc Lực lượng Đặc nhiệm 77, cũng như tuần tra và bắn phá bờ biển đối phương tại Triều Tiên, rồi tham gia các cuộc thực hành tìm-diệt tàu ngầm ngoài khơi Okinawa trước khi quay trở về Trân Châu Cảng vào ngày 14 tháng 11. Trong lượt phục vụ thứ hai tại Triều Tiên, diễn ra từ ngày 10 tháng 11, 1952 đến ngày 29 tháng 5, 1953, con tàu đảm nhiệm những vai trò tương tự, đặc biệt đã áp sát khu vực cảng Wonsan để bắn phá những vị trí pháo binh đối phương. Nó cũng đồng thời tham gia các cuộc tuần tra tại eo biển Đài Loan.
Sang đầu năm 1954, Epperson hoạt động tuần tra tại khu vực quần đảo Marshall trong khuôn khổ Chiến dịch Castle, một loạt các cuộc thử nghiệm bom khinh khí nhiên liệu rắn. Sang tháng 6, con tàu lại được phái sang phục vụ tại Viễn Đông, một hoạt động được tiến hành hàng năm mãi cho đến năm 1962. Ngoài ra trong những năm 1958 và 1959, nó còn viếng thăm Manus; các cảng tại Australia và New Zealand, cũng như Pago Pago tại Samoa thuộc Mỹ.
Epperson quay trở lại ký hiệu lườn ban đầu DD-719 vào ngày 30 tháng 6, 1962. Nó được cho xuất biên chế đồng thời được rút tên khỏi danh sách Đăng bạ Hải quân vào ngày 30 tháng 1, 1976.

### PNSTaimur
Con tàu được chuyển cho Pakistan vào ngày 29 tháng 4, 1977 và tiếp tục phục vụ cùng Hải quân Pakistan như là chiếc PNS Taimur. Con tàu từng được tân trang tại Căn cứ Hải quân San Diego, rồi sau đó được nâng cấp tại vịnh Subic, Philippines. Nó ngừng hoạt động năm 1999 rồi bị đánh chìm như một mục tiêu vào tháng 3, 2000.

## Phần thưởng
Epperson được tặng thưởng năm Ngôi sao Chiến trận do thành tích phục vụ trong Chiến tranh Triều Tiên.